# Grindstuga

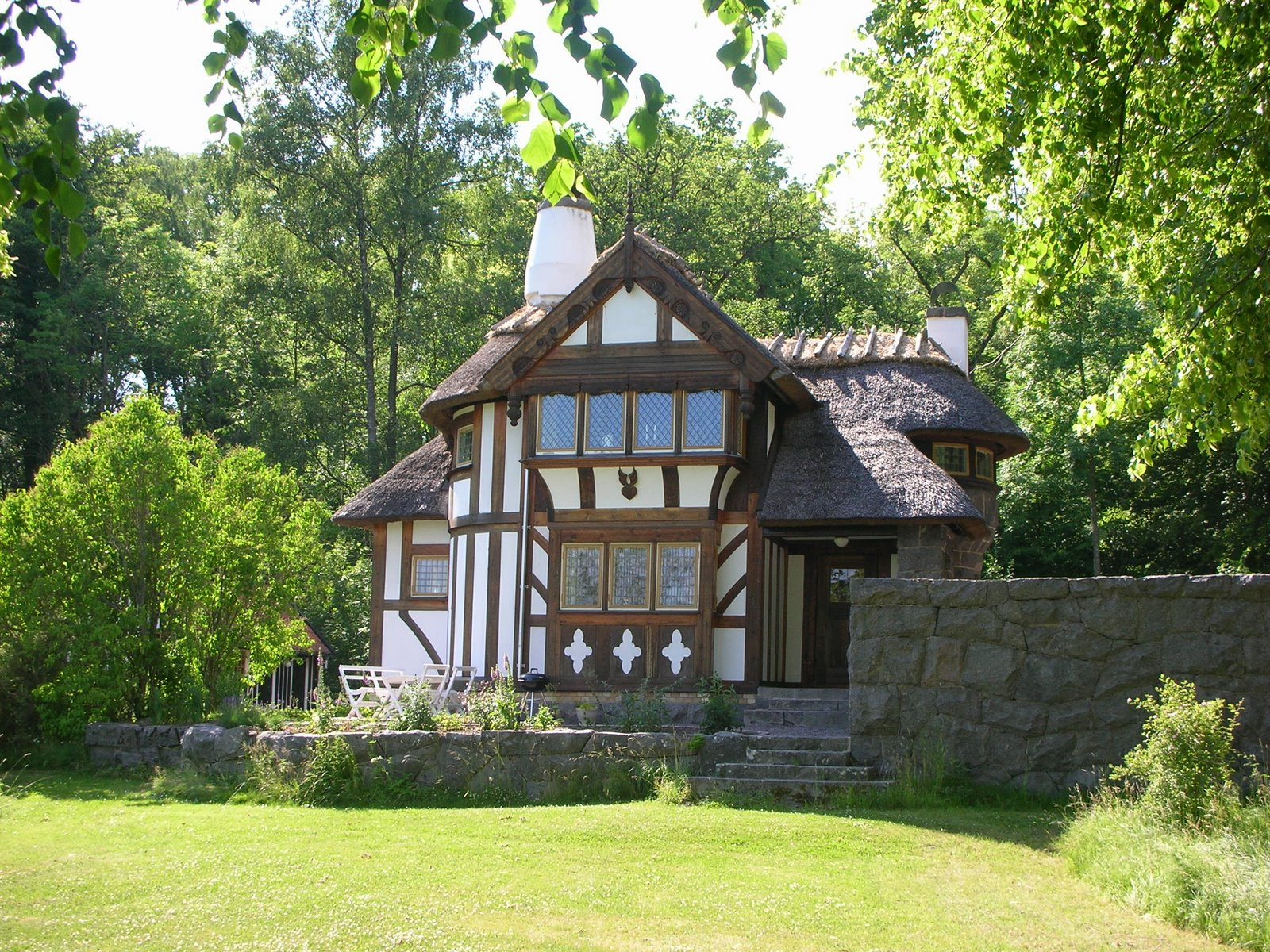
Grindstugan vid Tjolöholms slott.

En grindstuga är en mindre byggnad avsedd att inhysa en vakt.

## Beskrivning
I Sverige uppfördes grindstugor vid eller i närheten av tomtgränsen för större bondgårdar eller gods, där vägen ledde in mot egendomen. Ofta fanns här en grind som vakten i grindstugan öppnade och stängde och samtidigt såg till att inga obehöriga personer kom in på egendomen. Ibland fanns flera grindstugor för samma gård.
En grindstuga kunde vara ett enkelt torp där torparen utöver jordbruket även skötte vaktens uppgifter. Till slott och större herrgårdar var grindstugor mera påkostade.  Om grindstugan vid Tjolöholms slott skrev dess arkitekt Lars Israel Wahlman 1903:  ”Ett slotts grindstuga bör icke vara en stuga vid en grind hvilken som helst vid en väg hvilken som helst”.
En modern variant av grindstuga är en vaktkur vid infarten till exempelvis ett företag eller en kasern, där företagets personal eller ett bevakningsföretag sköter vakttjänsten.

## Exempel på grindstugor

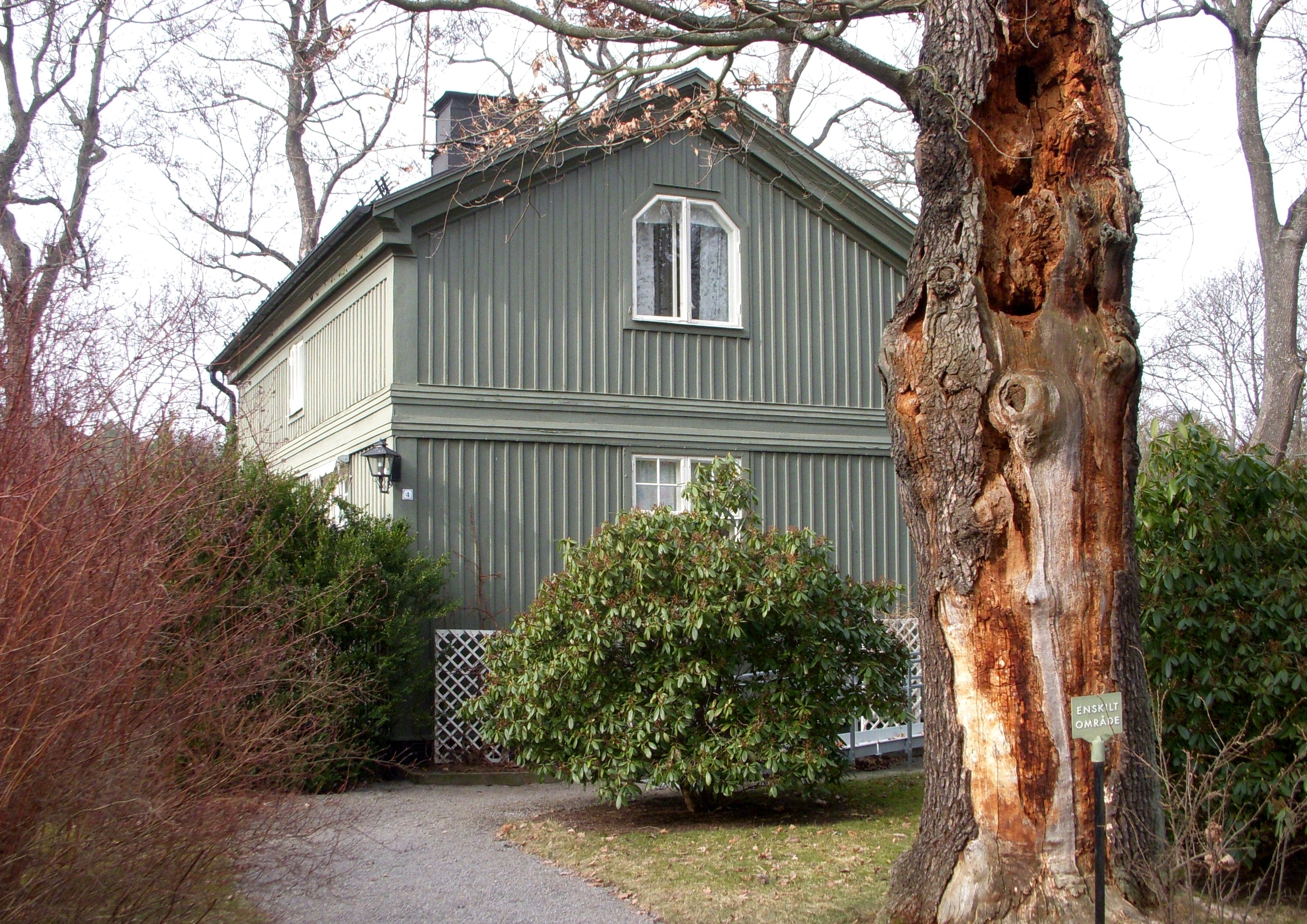
Grindstuga på Waldemarsudde
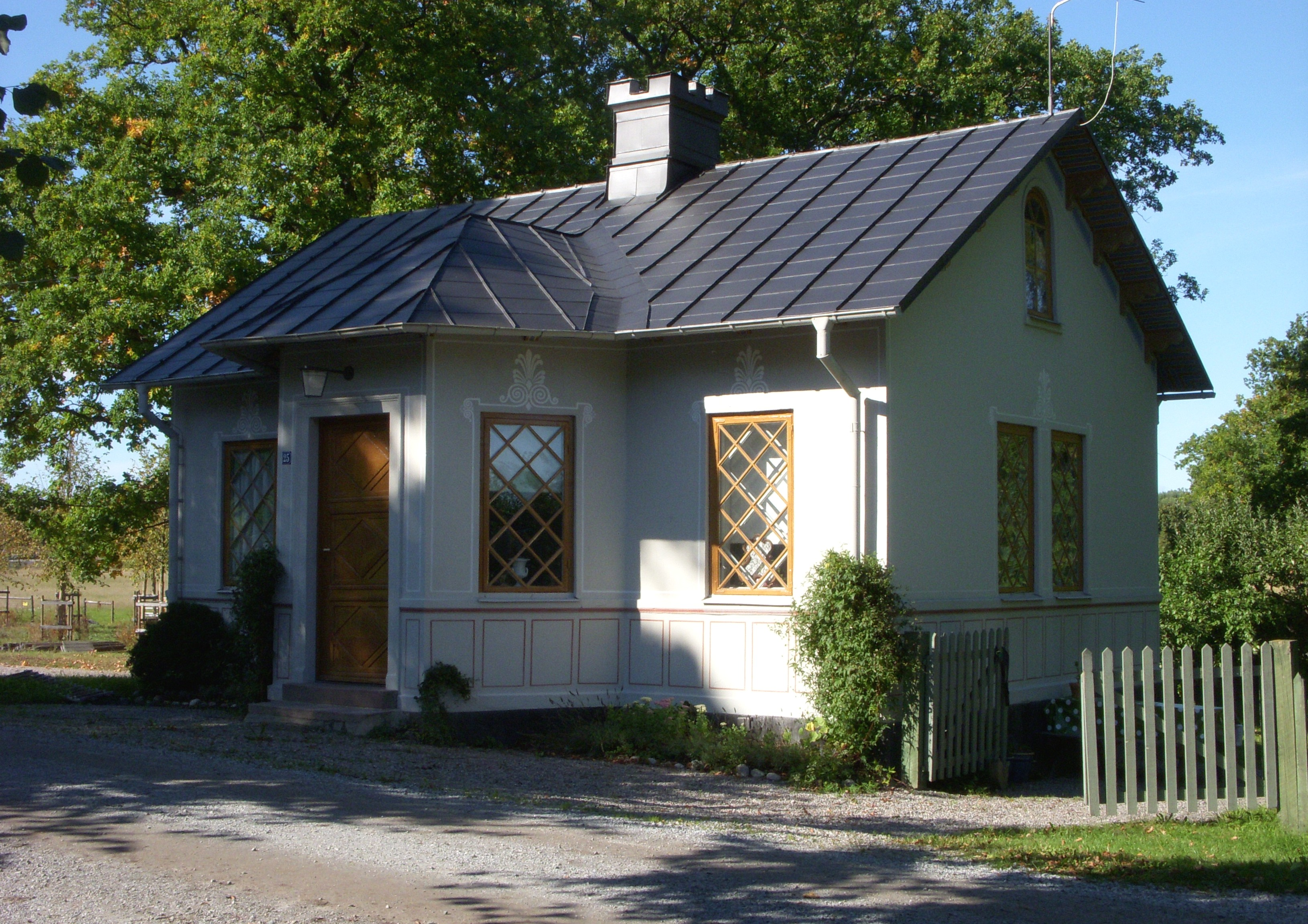
Drottningholms slotts grindstuga
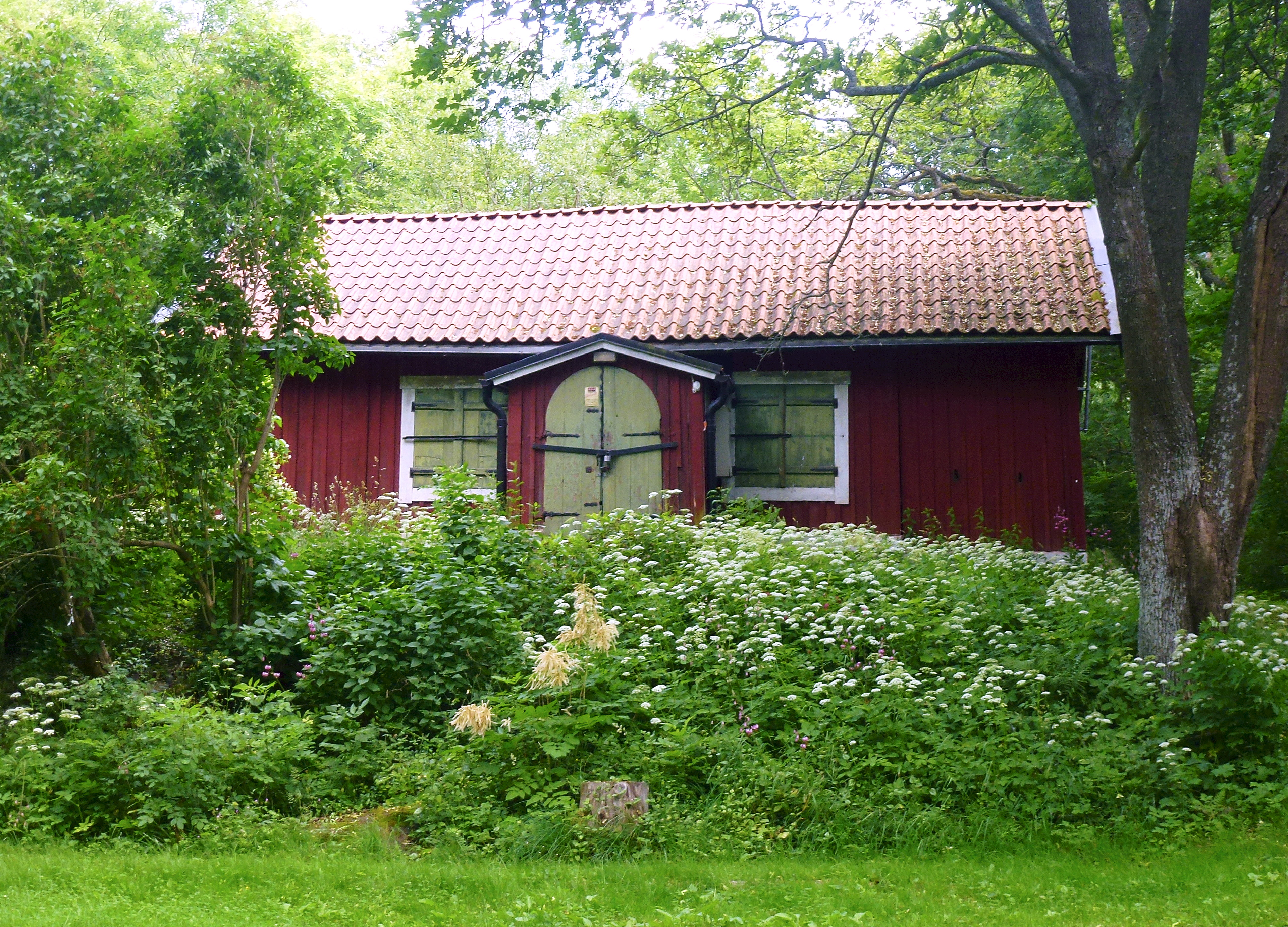
Stortorps grindstuga.
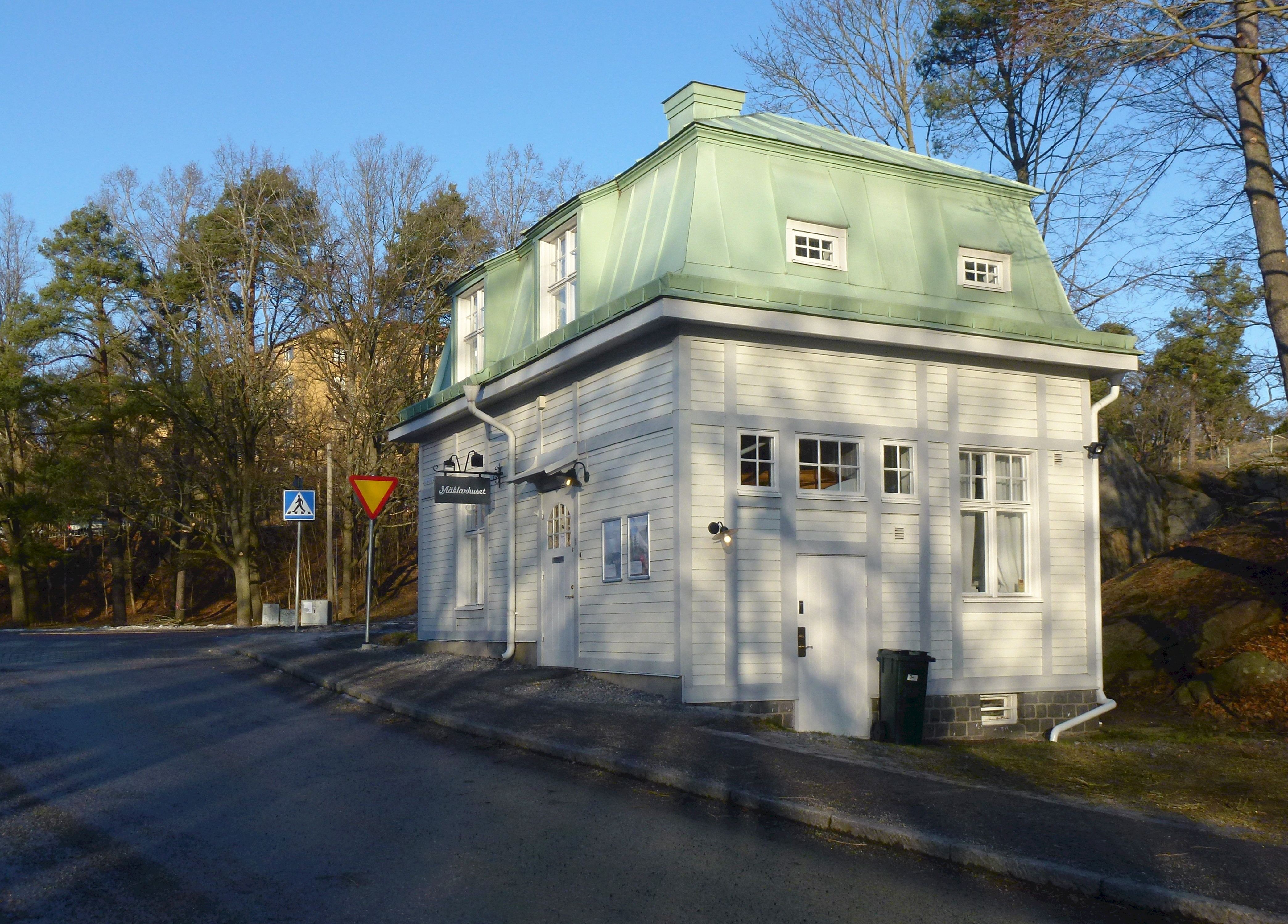
Grindstuga för Långbro sjukhus